# Szkody-Kolonia
Szkody-Kolonia [ˈʂkɔdɨ kɔˈlɔɲa] (tiếng Đức: Friedensruh)  là một khu định cư ở khu hành chính của Gmina Biała Piska, thuộc huyện Piski, Warmińsko-Mazurskie, ở miền bắc Ba Lan.
Trước năm 1945, khu vực này là một phần của Đức (Đông Phổ).